# 41 Arae
41 Arae (HD 156274 / HR 6416 / GJ 666) es una estrella binaria de magnitud aparente +5,53 situada en la constelación de Ara, el altar. Se encuentra a 28,7 años luz del sistema solar. Gliese 680 es la estrella conocida más próxima a 41 Arae, distante 3,7 años luz.
La estrella principal del sistema, 41 Arae A (LHS 444), es una enana amarilla de tipo espectral G8V, más fría y menos luminosa que nuestro Sol.
Su temperatura superficial es de aproximadamente 5270 K y brilla con una luminosidad equivalente al 42% de la luminosidad solar.
Su diámetro es un 23% menor que el del Sol y gira sobre sí misma con una velocidad de rotación proyectada de 4,5 km/s.
Con una masa de 0,90 masas solares, es una estrella similar a 61 Ursae Majoris o ξ Bootis A.
Su metalicidad es inferior a la solar, pues su abundancia relativa de hierro es sólo un 42% de la de nuestra estrella. Por el contrario, los contenidos de titanio, silicio y magnesio en relación con el de hierro son significativamente mayores que en el Sol.
La componente secundaria, 41 Arae B (LHS 445), es una enana roja de tipo espectral M0V –K7 según otras fuentes– con una temperatura efectiva de 3840 K. Su luminosidad visual es solamente el 2,2% de la que tiene el Sol. La separación entre ambas estrellas es de unas 210 UA y distintos estudios estiman su período orbital entre 693 y 2200 años.